# Hoplia nigrina
Hoplia nigrina är en skalbaggsart som beskrevs av Edmund Reitter 1885. Hoplia nigrina ingår i släktet Hoplia och familjen Melolonthidae. Inga underarter finns listade i Catalogue of Life.